# Landolphia noctiflora
Landolphia noctiflora là một loài thực vật có hoa trong họ La bố ma. Loài này được J.G.M.Pers. mô tả khoa học đầu tiên năm 1992.